# Paolo Micallef
Paolo Micallef o Micaleff (La Valletta, 15 maggio 1818 – Pisa, 8 marzo 1883) è stato un arcivescovo cattolico maltese.

## Biografia
Priore generale dell'Ordine di Sant'Agostino dal 1859 al 1865, il 21 dicembre 1863 viene nominato vescovo di Città di Castello. Nel 1867 esercita per alcuni mesi la funzione di amministratore apostolico della diocesi di Gozo e, in seguito, della diocesi di Sansepolcro, dove rimane per quattro anni. Diventa arcivescovo di Pisa il 27 ottobre 1871, mantenendo la carica fino alla morte, sopraggiunta nel 1883.
È stato uno dei circa 800 padri conciliari del Concilio Vaticano I.

## Genealogia episcopale e successione apostolica
La genealogia episcopale è:
- Cardinale Scipione Rebiba
- Cardinale Giulio Antonio Santori
- Cardinale Girolamo Bernerio, O.P.
- Arcivescovo Galeazzo Sanvitale
- Cardinale Ludovico Ludovisi
- Cardinale Luigi Caetani
- Cardinale Ulderico Carpegna
- Cardinale Paluzzo Paluzzi Altieri degli Albertoni
- Papa Benedetto XIII
- Papa Benedetto XIV
- Papa Clemente XIII
- Cardinale Marcantonio Colonna
- Cardinale Giacinto Sigismondo Gerdil, B.
- Cardinale Giulio Maria della Somaglia
- Cardinale Carlo Odescalchi, S.I.
- Cardinale Costantino Patrizi Naro
- Arcivescovo Paolo Micallef, O.S.A.

La successione apostolica è:
- Arcivescovo Luigi Amadori Biscioni (1872)
- Arcivescovo Nicola Ghilardi (1875)